# Список умерших в 622 году
В этом списке представлен перечень известных персон, умерших в 622 году.

## Апрель
- 8 апреля — Сётоку (48), японский принц-регент периода Асука.

## Дата смерти неизвестна или требует уточнения
- Бертоальд, герцог саксов, возглавивший мятеж против правителей Франкского государства из династии Меровингов между 622 и 627 годами.
- Колман мак Кобтайг, король Коннахта (601/602—622)[1][2].
- Мавр Веронский, святой епископ веронский.
- Сунновей, епископ Кёльна.